# Iran Air
Iran Air, conosciuta anche come The Airline of the Islamic Republic of Iran (persiano: هواپیمایی جمهوری اسلامی ایران, traslitterato: Havâpeymâyiye Jomhuriye Eslâmiye Irân), è la compagnia aerea di bandiera dell'Iran, che ha sede presso l'aeroporto Mehrabad di Teheran.
Al 2025, opera servizi di linea verso 75 destinazioni in Asia. Le basi principali di Iran Air sono l'aeroporto Internazionale Imam Khomeini e l'aeroporto Mehrabad, entrambi situati a Teheran, capitale dell'Iran. A livello nazionale, Iran Air è comunemente nota come Homa, che è il nome di un mitico grifone persiano e anche l'acronimo di Iran National Airlines in lingua persiana. La divisione cargo della compagnia aerea, Iran Air Cargo, opera servizi di linea a livello internazionale utilizzando un Boeing 747-200 cargo.

## Storia

### Formazione
Iranian Airways è stata fondata nel maggio 1944 da Reza Afshar e Gholam Ebtehaj. Dopo la guerra, il primo volo passeggeri andò da Teheran a Mashhad, seguito da un servizio Tehran-Esfahan-Shiraz-Bushehr-Abadan-Ahwaz. Nel 1946, la compagnia aerea stabilì un servizio per Il Cairo, Baghdad e Tel Aviv, e nell'aprile 1947 per Parigi. Tra il 1945 e il 1962, la compagnia aerea divenne un importante vettore nazionale, operando anche alcuni voli internazionali verso l'Europa ogni settimana. La flotta era inizialmente composta da Douglas DC-3, successivamente integrata da Douglas DC-4 e Vickers Viscount.
Nel 1954 fu fondata la compagnia aerea privata Persian Air Services (PAS). PAS inizialmente operava solo servizi di trasporto merci, seguita da operazioni di trasporto passeggeri tra Teheran e altre grandi città dell'Iran. Nel 1960, PAS avviò il servizio passeggeri verso diverse destinazioni europee, tra cui Ginevra, Parigi, Bruxelles e Londra, utilizzando Boeing 707 e Douglas DC-7 noleggiati da Sabena.
Iranian Airways venne nazionalizzata nel 1961. Il 24 febbraio 1961, Iranian Airways e PAS si fusero per formare la Iran National Airlines Corporation (HOMA), nota come Iran Air, usando l'homa come simbolo. HOMA era un'impresa del settore pubblico che combinava i due vettori aerei precedenti. Tra gli aerei utilizzati c'erano Avro York, Douglas DC-3, Douglas DC-6 e Vickers Viscount. Il vettore divenne membro a pieno titolo della International Air Transport Association (IATA) nel 1964. Era il cliente di lancio del Boeing 747SP, al quale andarono 4 dei primi 6 esemplari prodotti.

### Espansione
Nel 1965, Iran Air ricevette la consegna del suo primo jet, un Boeing 727-100, seguito dal Boeing 707-300 nel 1969, dal Boeing 737-200 nel 1971, dal Boeing 727-200 nel 1974 e da tre varianti del Boeing 747 (747-100, -200 e SP), a partire dal 1975. Dalla metà del 1970, Iran Air serviva città europee con voli non-stop e one-stop (oltre 30 voli settimanali per Londra).

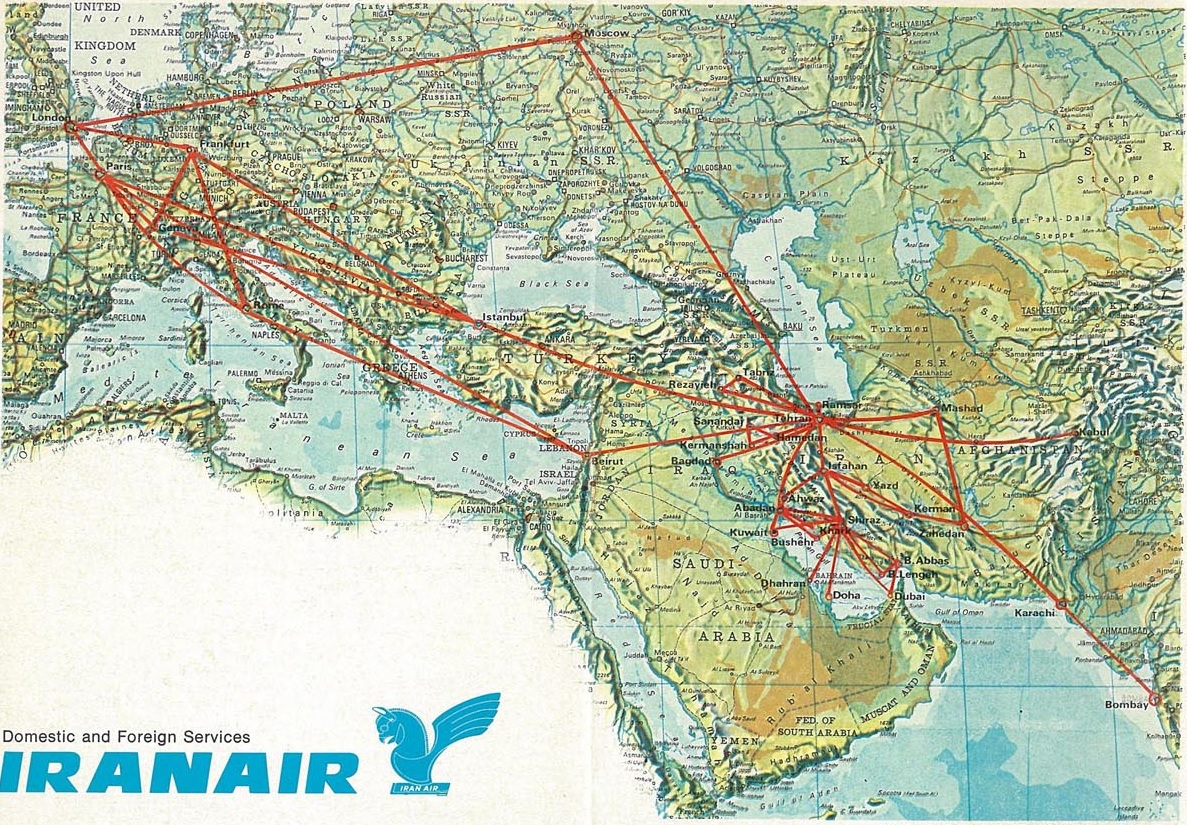
Le rotte Iran Air nel 1968

L'8 ottobre 1972, Iran Air effettuò un ordine con la British Aircraft Corporation per due Concorde, più uno in opzione. Uno fu noleggiato per alcuni voli da Teheran a Kish Island, ma non apparve in livrea Iran Air. Questi ordini vennero cancellati nel mese di aprile del 1980, sulla scia della rivoluzione iraniana, facendo Iran Air l'ultima compagnia aerea ad annullare gli ordini del Concorde.
Il 29 maggio 1975, venne inaugurata la tratta da Teheran a New York, prima con un Boeing 707, facendo scalo a Londra, e poco dopo il percorso venne convertito in un volo non-stop con un Boeing 747SP, rendendo Iran Air il secondo vettore del Medio Oriente (dopo El Al) ad offrire servizi senza scalo verso New York. Con questo volo, Iran Air stabilì un nuovo record del mondo nel tempo e nella distanza di un volo non-stop (12 ore e 15 minuti, 9.867 km - 6.131 mi - 5.328 nmi). Nel 1978, la compagnia aerea acquisì sei Airbus A300B2 per l'uso nelle rotte nazionali e regionali. Prima della fine dello stesso anno, Iran Air stava servendo 31 destinazioni internazionali, che si estendevano da New York a Pechino e Tokyo. Vennero fatti dei piani per offrire servizi diretti a Los Angeles e Sydney, per i quali i Boeing 747SP della compagnia aerea erano ideali. Questo avrebbe permesso di utilizzare Teheran come un punto a metà strada tra Oriente e Occidente, ma questi voli non divennero mai operativi.
Alla fine del 1970, Iran Air fu la compagnia aerea più rapida nella crescita e una delle più redditizie del mondo. Nel 1976, Iran Air si classificò seconda solo a Qantas, tra le compagnie aeree più sicure al mondo, non avendo avuto incidenti per almeno dieci anni consecutivi. Anche se entrambe le compagnie aeree non avevano mai avuto incidenti, Iran Air arrivò seconda solo a causa del minor numero di ore di funzionamento rispetto a Qantas. Prima di questa classifica, si era verificato un incidente mortale il 25 dicembre 1952, in cui 27 dei 29 passeggeri a bordo morirono quando il loro Douglas DC-3 si schiantò al momento dell'atterraggio.
Il tenente Gen. Ali-Mohammad Khademi fu il direttore generale di Iran Air dal 1962 al 1978.

### La rivoluzione iraniana
A seguito delle sanzioni economiche contro l'Iran, Iran Air non è stata in grado di espandere o sostituire la sua flotta. L'ultima volta che Iran Air ha ricevuto un velivolo occidentale nuovo di zecca prima della revoca delle sanzioni relative al nucleare nel 2016 è stato nel 1994, quando ha ricevuto due Airbus A300B4 come risarcimento per l'abbattimento del volo Iran Air 655 da parte di un incrociatore americano nel 1988. Nel 2001, l'Iran Air ha acquistato 6 Airbus A300 di seconda mano dalla Turchia, ma solo dopo due anni tutti e sei sono stati messi a terra negli aeroporti di Teheran, Mashhad e Mosca. Ciò ha causato notevoli controversie in Iran, dove i funzionari hanno citato difetti di progettazione dei motori e il conseguente surriscaldamento come motivo per la messa a terra. Successivamente è stato confermato che uno di questi 6 aerei era tornato in servizio nel 2010.
Prima della separazione di Iran Airtour da Iran Air nel 2011, i Tupolev Tu-154 di fabbricazione russa costituivano la spina dorsale della flotta della prima. Tuttavia, diversi disastri successivi che hanno coinvolto questo aereo alla fine hanno portato a un divieto totale nel 2011 delle sue operazioni all'interno delle compagnie aeree iraniane, inclusa Iran Airtour. La flotta di Tu-154 è stata gradualmente sostituita con MD-83 nel corso di pochi mesi.
Secondo il viceministro iraniano delle strade e dello sviluppo urbano, l'Iran ha attualmente più di 100 aerei, alcuni dei quali di proprietà di Iran Air, a terra a causa della mancanza di accesso a nuove parti e competenze tecniche durante l'era delle sanzioni.
Il periodo di tempo prolungato in cui Iran Air è stata soggetta a sanzioni internazionali e gli è stato impedito di acquistare pezzi di ricambio e nuovi aerei ha portato a un drammatico aumento dell'età media della sua flotta e al crollo del record di sicurezza, al punto da diventare ampiamente conosciuta come una delle peggiori compagnie aeree nel mondo in termini di record di sicurezza aerea. A marzo 2017, l'età media della flotta di Iran Air era di 24,1 anni, anche se questa cifra è destinata a migliorare con l'aggiunta di nuove consegne (nel 2020 è scesa a 18,8 anni).
La puntualità estremamente scadente di Iran Air, tra quelle della maggior parte delle altre compagnie aeree iraniane, ha portato a rabbia e frustrazione pubblica, spesso incitando proteste sotto forma di scontri violenti con i dipendenti della compagnia aerea o sit-in per molte ore. I funzionari attribuiscono abitualmente i ritardi alle sanzioni economiche, sebbene almeno un ideologo filo-rivoluzionario abbia citato "l'inefficienza e la cattiva gestione" come la causa principale di questo problema.

### Divieti europei e problemi di rifornimento

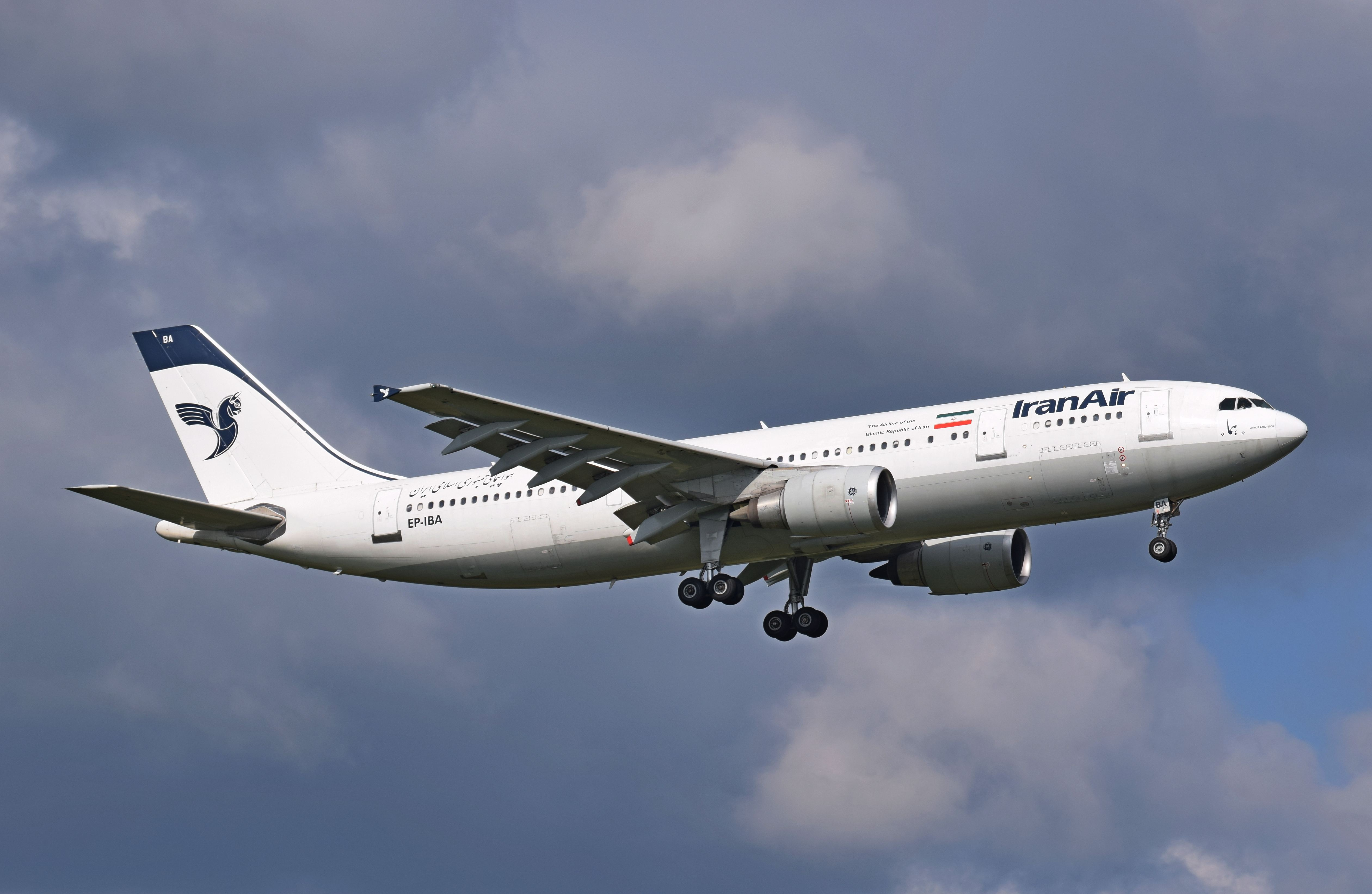
Un Airbus A300 della compagnia in atterraggio a Londra-Heathrow.

Il 5 luglio 2010, un ufficiale dell'aviazione iraniana ha accusato il Regno Unito, la Germania e gli Emirati Arabi Uniti di rifiutarsi di rifornire di carburante gli aerei iraniani. Questa mossa ha fatto seguito alle sanzioni unilaterali imposte dagli Stati Uniti sulla disputa sulle armi nucleari. Iran Air e Mahan Air hanno entrambe affermato che gli erano stati negati i rifornimenti. Una portavoce della Abu Dhabi Airports Company (ADAC) ha affermato che era in vigore un contratto per rifornire di carburante i voli passeggeri iraniani e l'ADAC avrebbe continuato a farlo. Un portavoce dell'Autorità per l'aviazione civile del Regno Unito ha affermato che è stata l'unica decisione dei fornitori indipendenti se gli aeromobili dovevano essere riforniti o meno. Il ministero dei Trasporti tedesco ha affermato che il rifornimento di aerei iraniani non è stato vietato dalle sanzioni dell'UE o delle Nazioni Unite, ma non ha detto se qualche distributore indipendente stesse negando i rifornimenti. Nel corso della giornata, l'aeroporto di Dubai ha rivelato di aver continuato a rifornire di carburante i voli passeggeri iraniani in entrata e in uscita da Dubai. Il giorno successivo, un portavoce dell'Iran ha ritrattato le affermazioni del governo affermando che nessuna limitazione del genere era stata imposta.
Il 6 luglio 2010 è stato annunciato che la Commissione europea avrebbe vietato l'entrata nell'UE di tutta la flotta di Airbus A320, Boeing 727 e Boeing 747 di Iran Air per motivi di sicurezza. Questa mossa è stata un duro colpo per Iran Air, limitando i voli verso l'Europa con i propri aerei.
Nel 2012, l'UE ha nuovamente autorizzato il rifornimento di aeromobili di Iran Air negli aeroporti europei secondari come Lubiana e Budapest, nel tentativo di mantenere i contratti di rifornimento all'interno dell'UE, piuttosto che lasciarli andare in Serbia o successivamente in Bielorussia e Ucraina.
Nel gennaio 2012, i voli di Iran Air da e per Londra Heathrow operavano con scalo di carburante all'aeroporto di Manston nel Kent. Tuttavia, l'aeroporto ha annunciato nel dicembre 2011 che questo accordo sarebbe terminato e non avrebbe più rifornito gli aerei della compagnia. Questo annuncio fece seguito rapidamente alla chiusura dell'ambasciata iraniana a Londra a seguito del saccheggio dell'ambasciata britannica a Teheran. L'aeroporto ha sottolineato di non aver violato alcun accordo commerciale, in quanto non aveva collegamenti con gli Stati Uniti.

### Revoca delle sanzioni e piani di ammodernamento

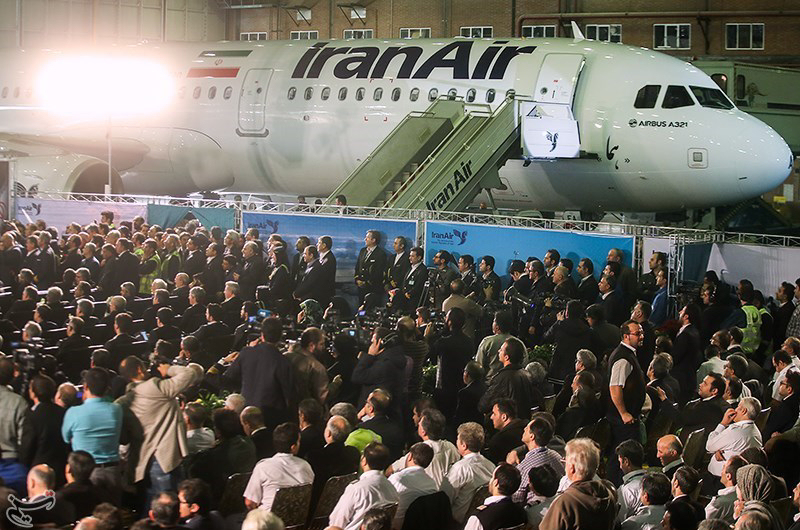
L'arrivo a Teheran del primo Airbus A321.

In attesa del raggiungimento di un accordo per la revoca delle sanzioni, il presidente di Iran Air, Farhad Parvaresh, ha dichiarato che la compagnia aerea avrebbe cercato di ottenere almeno 100 jet a fusoliera larga e a corto raggio.
Venerdì 15 gennaio 2016, il presidente degli Stati Uniti Barack Obama ha autorizzato il suo segretario di stato, John Kerry, a revocare le sanzioni contro l'aviazione civile iraniana. A seguito dell'attuazione da parte dell'Iran del Piano d'azione globale congiunto (JCPOA) il 16 gennaio 2016, tutte le sanzioni contro l'aviazione civile iraniana sono state revocate. Di conseguenza, alle compagnie aeree iraniane, inclusa Iran Air, è stato concesso il permesso di acquistare nuovi aeromobili civili da qualsiasi produttore e di fare rifornimento in tutti gli aeroporti europei, ad eccezione di due destinazioni svedesi, Stoccolma e Göteborg, a causa del rifiuto del fornitore di carburante BP di fornire carburante ai vettori iraniani.
Il 24 gennaio 2016, Teheran ha ospitato il CAPA Iran Aviation Summit organizzato dal CAPA - Center for Aviation al fine di riunire le autorità aeronautiche iraniane e internazionali per valutare i piani di sviluppo per l'industria aeronautica iraniana. CAPA colloca le dimensioni dell'economia iraniana da qualche parte tra quelle della Turchia e dell'Australia, le cui flotte di compagnie aeree commerciali sono dell'ordine di 500-600 aerei. Bombardier ha presentato i suoi modelli regionali durante il vertice CAPA a Teheran. In una dichiarazione, Parvaresh ha annunciato che la compagnia aerea prevedeva di spendere circa 3-5 miliardi di dollari USA per l'acquisto di aeromobili regionali dai produttori Airbus, Boeing, Bombardier ed Embraer.

### Nuove sanzioni
L'8 maggio 2018, a seguito del ritiro degli Stati Uniti dall'accordo sul nucleare iraniano, e come parte del ripristino delle sanzioni statunitensi contro l'Iran revocate nel 2015, il segretario al Tesoro americano Steven Mnuchin annunciò la decisione di revocare tutte le licenze di vendita dell'Iran già concesse ai produttori di aerei Boeing e Airbus dopo un periodo di 90 giorni.
Fu annunciato che Iran Air dovette annullare l'ordine per gli aerei Boeing a causa della decisione del presidente Donald Trump di reimporre le sanzioni contro l'Iran, nonostante fu annunciato che Iran Air avrebbe continuato a ricevere gli aerei ordinati da ATR. Non è stato ancora annunciato se gli aerei Airbus saranno comunque consegnati. Qualsiasi aeromobile pronto per Iran Air deve essere consegnato entro un periodo di 90-180 giorni prima dell'inizio delle sanzioni.
Mentre i membri dell'amministrazione Trump consigliarono alle aziende europee di smettere di fare affari con l'Iran, Federica Mogherini affermò che l'obiettivo europeo era "mantenere e approfondire le relazioni economiche con l'Iran". Gli esperti tecnici intendono proporre modi per evitare interruzioni in aria, mare e trasporto terrestre da e per l'Iran e mantenere aperti i canali per "transazioni bancarie efficaci".
A settembre 2024, Germania, Francia e Regno Unito hanno annunciato una nuova serie di sanzioni contro Iran Air, limitando la capacità della compagnia aerea di operare nello spazio aereo europeo. Nello stesso mese, il Dipartimento del tesoro degli Stati Uniti ha sanzionato Iran Air a causa del suo ruolo nel trasferimento di armamenti alla Russia durante l'Invasione russa dell'Ucraina del 2022. A ottobre 2024, l'Unione Europea ha sanzionato Iran Air a causa del suo ruolo nel trasferimento di missili balistici alla Russia.

## Struttura aziendale

### Società non più controllate

#### Iran Airtour
Iran Airtour è stata fondata nel 1973 come consociata interamente controllata da Iran Air, concentrandosi sui voli charter e sul turismo. Nel 2011, la società è stata acquistata dalla Hesayar Cooperative Company, a sua volta una controllata del Ministero della Difesa e della Logistica delle Forze Armate. Tuttavia, Hesayar non è riuscita a rispettare i suoi impegni finanziari e la compagnia aerea è tornata prontamente in mano a privati nel 2016.

#### Homa Hotel Group
Homa Hotel Group è stato fondato nel 1979 dal governo iraniano dopo aver completato la nazionalizzazione del settore alberghiero. Nel 2016 era di proprietà dell'Organizzazione iraniana per la sicurezza sociale.

## Destinazioni
Iran Air serve destinazioni verso Asia e Medio Oriente.

### Accordi di codeshare
Al 2022 Iran Air ha accordi di codeshare con le seguenti compagnie:
- Austrian Airlines
- Lufthansa

## Servizi di bordo
Iran Air è una delle poche compagnie aeree al mondo che, ai sensi della Sharia, non serve bevande alcoliche su nessuno dei suoi voli. Inoltre, non vi è alcuna scelta di cibi non halal, come quelli contenenti carne di maiale.

## Flotta

### Flotta attuale

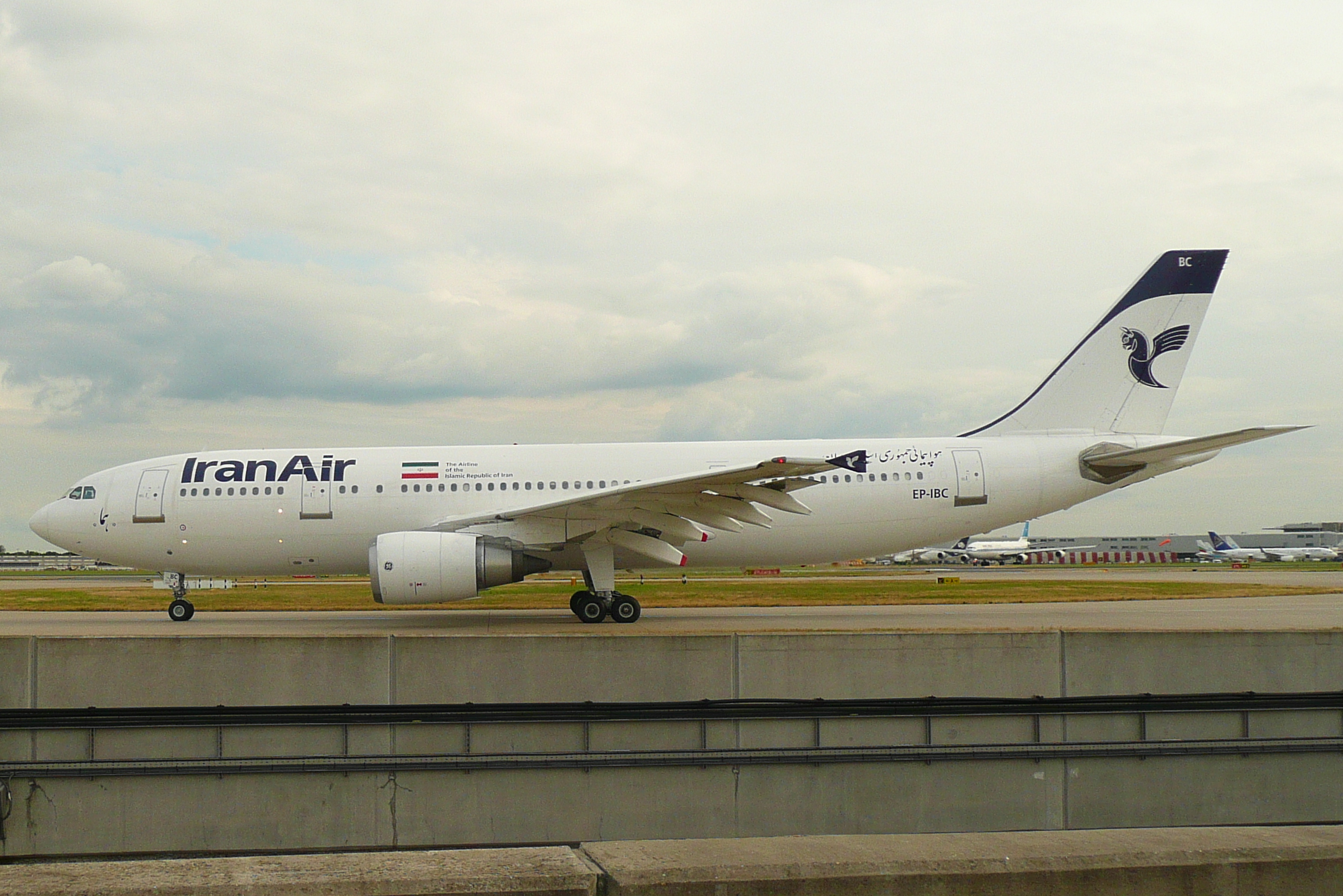
Un Airbus A300-600.

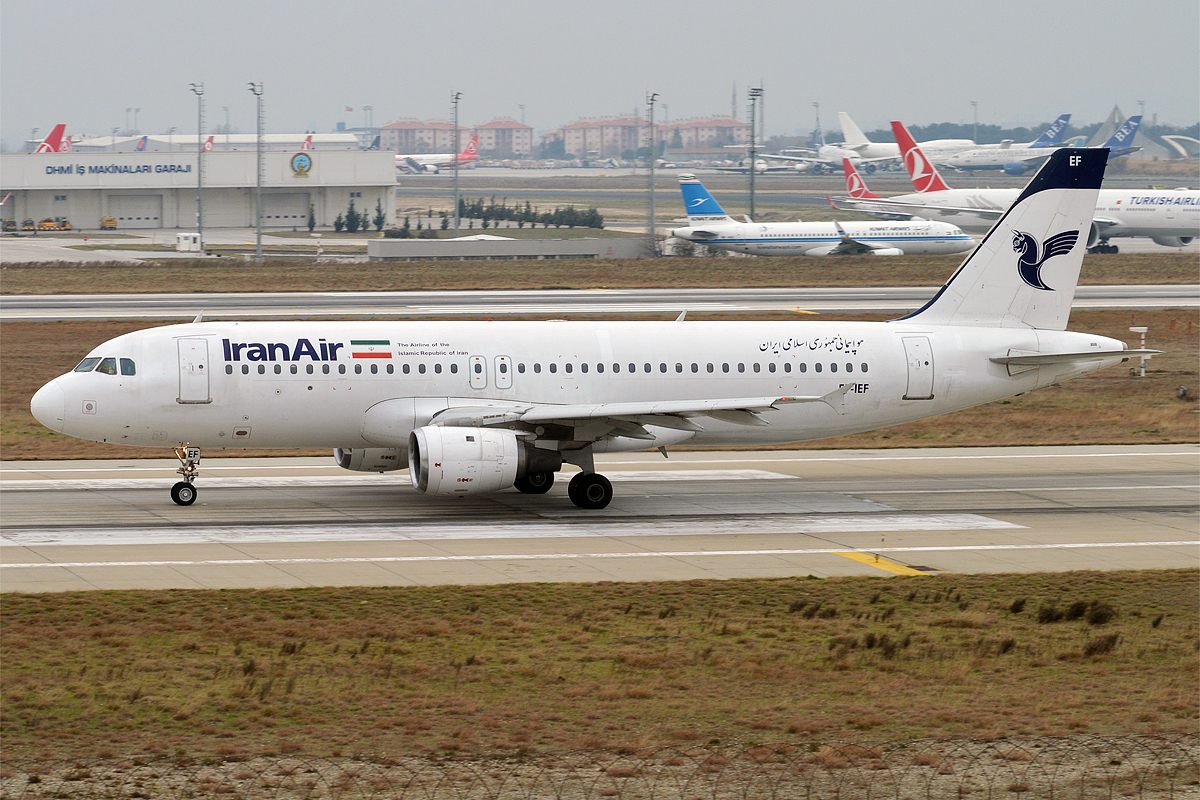
Un Airbus A320-200.

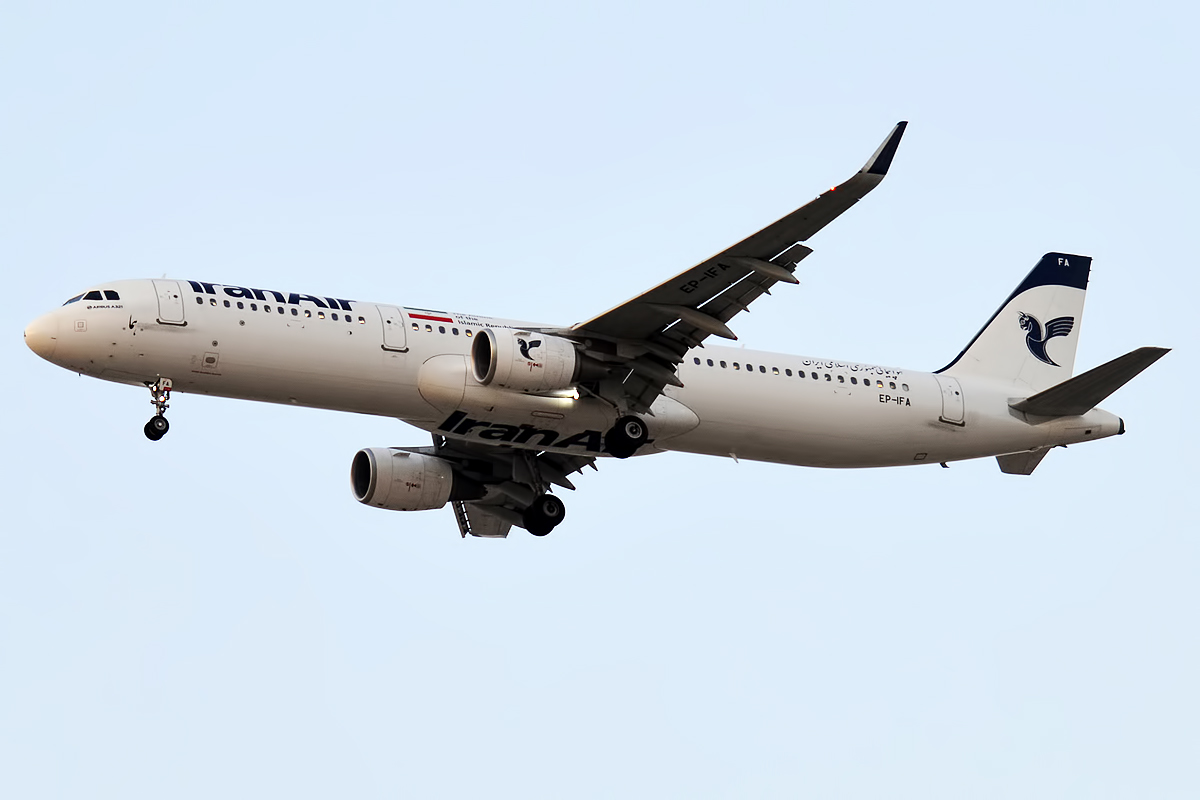
Un Airbus A321-200.

A maggio 2025 la flotta di Iran Air è così composta:

### Flotta futura

#### Airbus
Nel gennaio 2016, Iran Air ha firmato un accordo per 118 aeromobili Airbus, composto da diversi tipi di velivoli bimotore del produttore e 12 A380. Tuttavia, l'ordine per gli A380 è stato successivamente annullato. Il 22 dicembre 2016, Airbus ha annunciato un accordo definitivo per 100 aeromobili comprendenti 46 della famiglia Airbus A320/A320neo; 16 A350 e 38 A330/A330neo. Nel gennaio 2017, Airbus ha iniziato il processo di consegna iniziando con un A321 seguito da 2 A330-200, tutti inizialmente ordinati e costruiti per Avianca ma mai consegnati.
Nel gennaio 2018, il capo vendite di Airbus ha riferito che la consegna degli ordini effettuati da Iran Air avrebbe potuto deviare dal programma originale a causa di ostacoli al finanziamento e al pagamento anticipato.

#### ATR
Il 1º febbraio 2016, Iran Air ha firmato un accordo con il produttore di aeromobili ATR per venti ATR 72-600 turboelica più opzioni per altri venti. Iran Air intende utilizzare gli ATR 72 come parte della sua strategia per espandere la sua portata sul mercato interno e per fornire un servizio agli aeroporti più piccoli che si trovano nelle città meno popolate dell'Iran. Le consegne avrebbero dovuto iniziare all'inizio del 2017, ma sono state ritardate a causa di uno stallo nei colloqui con il produttore canadese dei motori, Pratt & Whitney Canada, per l'assistenza post-vendita e la manutenzione. I primi quattro aerei sono stati consegnati in un'unica tranche il 16 maggio 2017. Nell'aprile 2019, l'Office of Foreign Assets Control (OFAC) degli Stati Uniti ha rilasciato ad ATR una licenza di due anni per consentirle di fornire pezzi di ricambio e altri elementi essenziali per mantenere in funzione la flotta dei 13 ATR 72-600. Tuttavia, i restanti 7 ATR 72-600 dell'ordine del 2016 rimangono sanzionati e in storage.

#### Boeing
Nel giugno 2016, Iran Air ha annunciato ufficialmente di essere in trattativa con Boeing per un possibile ordine "di dimensioni simili a quelle dell'ordine di 118 Airbus". Il 21 giugno 2016, Boeing ha annunciato di aver firmato un tentativo di accordo per vendere aerei all'Iran, in quello che sarebbe stato uno dei più grandi accordi della Repubblica Islamica con un produttore statunitense da quando le sanzioni commerciali su Teheran sono state allentate. L'11 dicembre 2016, Boeing ha annunciato un ordine provvisorio da parte di Iran Air per ottanta aeromobili, soggetto a "imprevisti [in corso] di autorizzazione"; l'ordine includeva 50 737 MAX 8, 15 777-300ER e 15 777-9.
Nell'aprile 2018, il CEO di Boeing ha annunciato il differimento delle consegne di Iran Air almeno fino al 2019, citando la conformità con il processo del governo degli Stati Uniti.
Nel giugno 2018, Boeing ha annunciato che non sarebbe stata in grado di consegnare alcun aereo alle compagnie aeree iraniane a causa delle sanzioni.

### Flotta storica
Iran Air operava in precedenza con i seguenti aeromobili:

## Incidenti
- Il 21 gennaio 1980, il volo Iran Air 291, un Boeing 727-100 in rotta da Mashhad a Teheran, si schiantò durante l'avvicinamento alla pista 29 di Teheran in condizioni di nebbia e neve. L'aereo colpì la cima di uno dei monti della catena dell'Elburz, 29 chilometri a Nord di Teheran, provocando la morte di tutte le 128 persone a bordo.[65]
- Il 3 luglio 1988, il volo Iran Air 655, un Airbus A300B2-200 in rotta da Bandar Abbas a Dubai, venne colpito da un missile terra-aria lanciato dall'incrociatore USS Vincennes (CG-49) della US Navy, che ne causò la distruzione e l'uccisione di tutti i 290 passeggeri, compresi 66 bambini.[66]
- Il 9 giugno 1996, un Boeing 727-200 rimase distrutto mentre conduceva un volo di addestramento. L'aereo stava eseguendo dei "touch-and-go" sulla pista dell'aeroporto di Teheran, quando per errore i piloti atterrarono con il carrello retratto. Il 727 scivolò sulla pista per 2 chilometri riuscendo alla fine a riprendere il volo. A causa dello scivolamento, la fusoliera prese fuoco e questo rese difficile il controllo. Alla fine, l'aereo atterrò in un campo di riso, provocando la morte di 4 dei 7 a bordo.[67]
- Il 9 gennaio 2011, il volo Iran Air 277, un Boeing 727-200 in rotta da Teheran a Urmia, precipitò dopo aver interrotto l'avvicinamento all'aeroporto di Urmia a causa del maltempo. 68 delle 105 persone a bordo rimasero uccise. L'indagine ufficiale concluse che le condizioni di ghiaccio e la gestione errata dei propulsori da parte dell'equipaggio portarono allo spegnimento di due motori, alla perdita di altitudine e all'impatto con il suolo.[68]